# Euxoa glaseri
Euxoa glaseri là một loài bướm đêm trong họ Noctuidae.